# Arales
Arales е разред едносемеделни растения, използван в някои класификации. В систематиката на Кронкуист от 1981 г. той включва три семейства:
- Acoraceae
- Araceae – Змиярникови
- Lemnaceae – Водни лещи

В системата APG II от 2003 г. Acoraceae е обособено в самостоятелен разред Acorales, а Lemnaceae е присъединено към Araceae, което от своя страна е част от разред Alismatales.